# Liga SEHA 2016-17
La Liga SEHA 2016-17 es la sexta temporada de la Liga SEHA, formada por equipos de balonmano de Croacia, Bosnia-Herzegovina, Macedonia, Bielorrusia, Hungría, Eslovenia y Eslovaquia.

## Clubes 2016-17
| País                 | Equipo                | Ciudad   | Pabellón (Capacidad)                     |
| Bielorrusia          | Meshkov Brest         | Brest    | Universal Sports Complex Victoria (3740) |
| Bosnia y Herzegovina | HRK Izvidač           | Ljubuški | Ljubuški Sports Hall (4000)              |
| Croacia              | PPD Zagreb            | Zagreb   | Arena Zagreb (14,774)                    |
| Croacia              | Nexe                  | Našice   | Sportska Dvorana (2500)                  |
| Hungría              | MKB Veszprém          | Veszprém | Veszprém Aréna (5096)                    |
| Macedonia            | Vardar                | Skopie   | Jane Sandanski Arena (6000)              |
| Macedonia            | Metalurg              | Skopie   | Avtokomanda (2000)                       |
| Eslovaquia           | Tatran Prešov         | Prešov   | City Hall Prešov (4000)                  |
| Eslovenia            | Gorenje Velenje       | Velenje  | Red Hall (2500)                          |
| Eslovenia            | Celje Pivovarna Laško | Celje    | Zlatorog Arena (5500)                    |

## Clasificación
|    | Equipos         | Part. | G  | E | P  | GF  | GC  | Dif  | Pts | Resultado  |
| -- | --------------- | ----- | -- | - | -- | --- | --- | ---- | --- | ---------- |
| 1  | RK Vardar       | 18    | 15 | 2 | 1  | 599 | 510 | 89   | 47  | Final Four |
| 2  | MKB Veszprém    | 18    | 14 | 2 | 2  | 521 | 458 | 63   | 44  | Final Four |
| 3  | Meshkov Brest   | 18    | 11 | 2 | 5  | 552 | 500 | 52   | 35  | Final Four |
| 4  | PPD Zagreb      | 18    | 11 | 1 | 6  | 496 | 469 | 27   | 34  | Final Four |
| 5  | Celje           | 18    | 11 | 0 | 7  | 561 | 545 | 16   | 33  |            |
| 6  | Gorenje Velenje | 18    | 6  | 0 | 12 | 501 | 520 | -19  | 18  |            |
| 7  | RK Nexe         | 18    | 5  | 3 | 10 | 493 | 523 | -30  | 18  |            |
| 8  | Metalurg        | 18    | 5  | 2 | 11 | 453 | 472 | -19  | 17  |            |
| 9  | Tatran Prešov   | 18    | 4  | 1 | 13 | 469 | 548 | -89  | 13  |            |
| 10 | HRK Izvidač     | 18    | 1  | 1 | 16 | 503 | 603 | -100 | 4   |            |

## Final Four
La Final Four se llevó a cabo entre el 07/04 y el 09/04 en Brest (Bielorrusia).
Seminfinales
07/04/2017
- RK Vardar  36 - 28  RK Zagreb
- Veszprém  33 - 31  Meshkov Brest (empate 29 - 29, penaltis 4 - 3 sin tiempo extra)

Tercer puesto
09/04/17
- RK Zagreb  19 - 23  Meshkov Brest

 Final 
09/04/17
- RK Vardar  26 - 21  Vezprém[1]

### Equipo ideal (Final Four)
| Posición          | Nombre            | Equipo        |
| ----------------- | ----------------- | ------------- |
| Portero           | Mirko Alilovic    | Veszprém      |
| Extremo izquierdo | Timur Dibirov     | Vardar        |
| Lateral izquierdo | Vuko Borozan      | Vardar        |
| Central           | Joan Canellas     | Vardar        |
| Lateral derecho   | Dainis Krištopãns | Meshkov Brest |
| Extremo derecho   | Ivan Cupic        | Vardar        |
| Pivot             | Andreas Nilsson   | Veszprém      |
| Defensor          | László Nagy       | Veszprém      |

### MVP
- Joan Cañellas -  Vardar

### Goleador (fase clasificación + final four)
- Blaž Janc -  Celje - 120 goles

Fuente: 